# 奧里奧爾·容克拉斯
奥里奥尔·容克拉斯·别斯（發音：[uɾiˈɔl ʒuŋˈkeɾəz i ˈβi.əs]；1969年4月11日—），加泰罗尼亚政治人物、史學家，2016年1月至2017年10月間任西班牙加泰罗尼亚自治区副主席。其為圣维森特-德尔斯奥尔特斯市前市長、加泰罗尼亚共和左翼主席。2015年9月27日加泰羅尼亞議會選舉中，其政黨聯盟“一起說是”在135個席位中贏得了62個席位。
容克拉斯曾表态支持未受普遍承认的加泰罗尼亚共和国首长——前加泰隆尼亞政府主席卡莱斯·普伊格德蒙特之加泰独立主张。2017年10月因此而被马德里強行解职，并将遭起诉叛乱罪。2019年10月14日，容克拉斯因挪用公款及煽动独立罪被判处有期徒刑13年。